# Titularerzbistum Apamea in Syria
Apamea in Syria (ital.: Apamea di Siria) (lat. Apameensis) ist ein Titularerzbistum der katholischen Kirche. Es geht zurück auf einen untergegangenen Bischofssitz in der Stadt Apamea in der römischen Provinz Syria Coele bzw. in der Spätantike Syria Secunda (oder Syria salutaris) in Westsyrien.
| Titularerzbischöfe von Apamea in Syria | |                   |                    |
| Name                                   | Amt | von               | bis                |
| Ortholphus de Alzenbruck/Aczenbruck    | OPraem, Weihbischof im Bistum Passau | 7. August 1345    |                    |
| Gregorius                              | |                   | 1353               |
| Joannes                                | OBas | 2. Mai 1353       |                    |
| Petrus                                 | | 1378              | 1395               |
| Jean de Laur                           | war von 1463 bis 1484 Bischof von Bayonne, resignierte das Amt | 1484              |                    |
| Antonio Briganti                       | emeritierter Bischof von Orvieto (Italien) | 2. Oktober 1882   | † 2. August 1906   |
| Giuseppe Ridolfi                       | 1895 bis 1906 Bischof von Todi, 1912 bis 1915 Erzbischof von Otranto, 1915 bis 1925 Titularerzbischof von Irenopolis in Isauria                                                  | 6. August 1906    | 10. August 1912    |
| René-François Renou                    | 1892 bis 1896 Bischof von Amiens, 1896 bis 1913 Erzbischof von Tours (Frankreich)                                                                                                | 2. August 1913    | † 1. März 1920     |
| Clemente Micara                        | Apostolischer Nuntius Apostolischer Internuntius, 22. Februar 1946 zum Kardinalpriester von Santa Maria sopra Minerva in Rom ernannt, 13. Juni 1946 Kardinalbischof von Velletri | 7. Mai 1920       | 18. Februar 1946   |
| Luigi Arrigoni                         | Apostolischer Nuntius in Peru | 31. Mai 1946      | † 6. Juli 1948     |
| Paolo Pappalardo                       | Apostolischer Delegat Apostolischer Internuntius Kurienerzbischof | 7. August 1948    | † 6. August 1966   |
| Eris Norman Michael O’Brien            | emeritierter Erzbischof von Canberra und Goulburn (Australien) | 20. November 1966 | † 28. Februar 1974 |